# Oligodon fasciolatus
Oligodon cyclurus là một loài rắn trong họ Rắn nước. Loài này được Günther mô tả khoa học đầu tiên năm 1864.
Loài rắn này sinh sống ở đông nam Myanmar, Thái Lan, Campuchia, Lào và Việt Nam.

## Hành vi
Nhà bò sát học và tự nhiên học Henrik Bringsøe, phát hiện thói quen ăn thịt cóc nhà của loài rắn này ở Thái Lan và công bố kết quả nghiên cứu hôm 11 tháng 9 năm 2020 trên tạp chí Herpetozoa. Loài rắn này có những chiếc răng sắc như dao ở hàm trên để xẻ thịt con mồi, chúng tiết ra chất chống đông máu tiết ra từ tuyến Duvernoy nằm sau hốc mắt con rắn. Chúng nhắm vào khoang bụng và ăn cơ quan nội tạng khi cóc còn sống, sau đó bỏ lại xác con mồi.
Trong trường hợp con cóc nhỏ hơn, loài rắn này có thể nuốt chửng con mồi thay vì chỉ rạch bụng ăn nội tạng.